# تاون و کانتری (واشینگتن)
تاون و کانتری (به انگلیسی: Town and Country) یک منطقهٔ مسکونی در ایالات متحده آمریکا است که در شهرستان اسپوکن، واشینگتن واقع شده‌است. تاون و کانتری ۳٫۶ کیلومتر مربع مساحت و ۴٬۸۵۷ نفر جمعیت دارد و ۶۲۸ متر بالاتر از سطح دریا واقع شده‌است.